# 特蕾西娅草坪站
特蕾西娅草坪站（德語：U-Bahnhof Theresienwiese）是一座慕尼黑地铁4、5号线位于路德维希近郊-伊萨尔近郊的一座车站，位于慕尼黑的地标广场——玛利亚广场。这个车站毗邻特蕾西娅草坪，也是一个非常繁忙的换乘车站，尤其是在慕尼黑啤酒节举办期间，慕尼黑公共交通公司会临时增加班次，以分担客流。